# Emile (travhäst)
Emile, född 12 februari 1981, död i juli 2012, var en svensk varmblodig travhäst som tävlade under 1980-talet. Han var en brun valack.

## Karriär
Emile började tävla som treåring och var känd för sin startsnabbhet. Han deltog bland annat två gånger i Elitloppet där han 1986 bärgade en tredjeplats bakom vinnaren Rex Rodney och tvåan Utah Bulwark.
Med Olle Goop i sulkyn vann han i maj 1986 Algot Scotts Minneslopp och i juli samma år vann de Årjängs Stora Sprinterlopp. Emile tangerade då banrekordet på 13,4 och passerade 1 miljon kronor i insprungna pengar.. Månaden därpå vann Emile som storfavorit Ådalspriset med Stig H. Johansson, segerpris 60.000 kronor.
Som sjuåring segrade han i L.C. Peterson-Broddas Minneslöpning på Jägersro med rekordtiden 12,6aK. Emile sprang in drygt 3,2 miljoner kronor på 84 starter varav 35 segrar, 15 andraplatser och 11 tredjeplatser. Han tog rekorden 15,2*K 15,8M 12,6a*K 14,7aM 17,7aL
Emile tränades och kördes av Stig H. Johansson.